# Alharbi El Jadeyaoui
Alharbi El Jadeyaoui né le 8 août 1986 à Strasbourg, est un ancien footballeur international marocain.

## Biographie
Doté d'une belle technique et d'une certaine vitesse son principal atout est sa qualité de percussion.
En 2001, alors joueur du SC Schiltigheim, il fait partie de l'équipe de la Ligue d'Alsace des 14 ans.
D'origine marocaine (Nador) il est formé durant 3 saisons à Beauvais puis une saison à Tours avant de s'engager, en juin 2005, avec la Berrichonne de Châteauroux. En juillet 2008, il signe à Brest pour 2 saisons.
International marocain des moins de 19 ans et international français des moins de 20 ans, il participe à la victoire au Tournoi de Toulon 2007 avec la France.
Après un an passé au Stade brestois 29, il signe le 20 juillet 2009 un contrat de 4 ans avec l'En Avant de Guingamp après s'être vu offrir un essai aux Blackburn Rovers.
En juin 2012, le milieu offensif de 25 ans s'engage pour deux saisons au SCO d'Angers après trois saisons à Guingamp. Il devient meilleur passeur de Ligue 2 pour la saison 2012-2013.
Le 4 juin 2013, il est convoqué par le sélectionneur de l'équipe nationale du Maroc afin de participer aux éliminatoires de la Coupe du monde 2014 qui se déroule au Brésil.
Il est mis à l'essai pour deux jours par Arsenal en août 2013. Il signe avec le Racing Club de Lens en janvier 2014. Il découvre la Ligue 1 avec le club lensois lors de la saison 2014-2015, marquant son premier but dans l'élite française le 24 octobre 2014 face à Toulouse.
En fin de contrat dans le Nord, il quitte la France  s'engageant pour un contrat de 2 ans en Azerbaïdjan avec le FK Qarabağ Ağdam, club avec lequel il est sacré champion au terme de la saison 2015-2016. Il rejoint le club thailandais de Ratchaburi FC fin 2016.
Le 4 janvier 2018, il est de retour en France et s'engage avec le GF 38, le club de Grenoble, qui évolue en National 1, pour une durée de 6 mois plus un an en option en cas de montée en Ligue 2. Le 25 juillet 2019, le contrat est résilié prématurément d'un commun accord entre l'international marocain et le club isérois.
Le 09 Octobre 2019, il rejoint le club de l'AS Erstein (en Régional 1 - Ligue du Grand-Est de Football). Il joue ensuite pour le club allemand du SV Linx.

## Statistiques
| Matches internationaux d'Alharbi El Jadeyaoui | Matches internationaux d'Alharbi El Jadeyaoui | Matches internationaux d'Alharbi El Jadeyaoui | Matches internationaux d'Alharbi El Jadeyaoui | Matches internationaux d'Alharbi El Jadeyaoui | Matches internationaux d'Alharbi El Jadeyaoui | Matches internationaux d'Alharbi El Jadeyaoui | Matches internationaux d'Alharbi El Jadeyaoui |
| 0                                             | Date                                          | Lieu                                          | Adversaire                                    | Score                                         | Résultats                                     | Compétitions                                  |                                               |
| --------------------------------------------- | --------------------------------------------- | --------------------------------------------- | --------------------------------------------- | --------------------------------------------- | --------------------------------------------- | --------------------------------------------- | --------------------------------------------- |
| 1                                             | 8 juin 2013                                   | Grand Stade de Marrakech, Marrakech, Maroc    | Tanzanie                                      | —                                             | 2-1                                           | Éliminatoires Coupe du monde 2014             |                                               |

## Carrière
- 2002-2004 :  AS Beauvais Oise
- 2004-2005 :  Tours FC
- 2005-2008 :  LB Châteauroux
- 2008-2009 :  Stade brestois
- 2009-2012 :  EA Guingamp
- 2012-jan. 2014 :  Angers SCO
- jan. 2014-2015 :  RC Lens[8]
- 2015-nov. 2016 :  FK Qarabağ Ağdam
- 2017 :  Ratchaburi FC
- 2018 :  Grenoble Foot 38
- 2019-2020 :  AS Erstein
- 2020- :  SV Linx

## Palmarès

### En club
Qarabağ Ağdam
- Champion d'Azerbaidjan en 2016
- Vainqueur de la Coupe d’Azerbaïdjan 2016

 Angers SCO
- Meilleur passeur de Ligue 2 en 2013

### En sélection nationale
- France -20 ans: Vainqueur du Tournoi de Toulon 2007